# Jardín Ramster

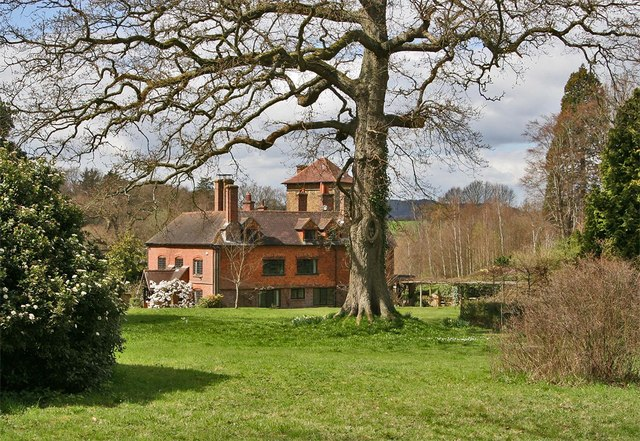
La casa Ramster y los jardines.

El Jardín Ramster ( en inglés: Ramster Garden) es un jardín de acceso público, de 20 acres (81,000 m²) de extensión, cerca de Chiddingfold, Surrey.

## Historia
En un principio era zona ajardinada de paisaje presentada en 1890 por los viveros Gauntlett y Sir Harry Waechter.
En 1922,  el 1.er Barón, Sir Henry Norman, y Florence Norman adquirieron la propiedad Ramster, y actualmente está administrada por su nieta Miranda Gunn, y su marido.

## Colecciones
El jardín incluye:
- Colección de plantas anuales
- Zona de bosque, con sendas entre los árboles
- Charca, con plantas de humedales.